# Disterigma pallidum
Disterigma pallidum är en ljungväxtart som beskrevs av A. C. Smith. Disterigma pallidum ingår i släktet Disterigma och familjen ljungväxter. Inga underarter finns listade i Catalogue of Life.